# Dibbur, Chik Ballapur
Dibbur là một làng thuộc tehsil Chik Ballapur, huyện Kolar, bang Karnataka, Ấn Độ.